# العلاء بن الحضرمي
العلاء بن الحضرمي، صحابي من صحابة النبي محمد ، وكان واليًا على البحرين.

## نسبه
العَلاَءُ بنُ الحَضْرمي، واسم الحضرمي: عبد اللّه بن عباد، وقيل: ابن ضِمار، وقيل: ابن ضِمَاد بن سلمى، وقيل: ابن عبيدة بن ضمار، وقيل: ابن عماد بن مالك، وقيل: ابن عمار بن أكبر، وقيل: ابن عمار بن سُليمان، من بني إياد بن الصَّدف من كِندة، مِنْ حَضْرمَوْت من اليمن.

## سيرته
كان من حلفاء بني أمية، ومن سادة المهاجرين، وأخوه ميمون بن الحضرمي هو المنسوب إليه بئر ميمون التي بأعلى مكة، حفره قبل البعثة النبوية، ومن إخوته: عمرو هو أَول قَتيلٍ من المشركين، ومالُه أوَّل مالٍ خمس في المسلمين، وبسببه كانت وَقْعَة بدر، ومن إخوته أيضًا عامر الذي قتل يوم بدر كافرًا.

### ولاية البحرين
ولاه النبي محمد البحرين، وبعثه إلى المنذر بن ساوي العبدي ملك البحرين، ثم ولّاه على البحرين لما فتحها الله عليه. فعن السَّائِب بن يزيد، عن العَلاَء بن الحَضْرَمِيّ: «أنّ رسول الله صَلَّى الله عليه وسلم، بعثه مُنْصَرَفَه من الجِعِرّانة إلى المُنْذِر بن سَاوَى العبدي بالبحرين، وكتب رسول الله صَلَّى الله عليه وسلم، إلى المنذر بن ساوى معه كتابًا يدعوه فيه إلى الإسلام. وخلّى بين العلاء بن الحضرمي وبين الصدقة يجتبيها. وكتب رسول الله صَلَّى الله عليه وسلم، للعلاء كتابًا فيه فرائض الصدقة في الإبل والبقر والغنم والثمار والأموال يُصَدّقهم على ذلك، وأمره أن يأخذ الصدقة من أغنيائهم فيردّها على فقرائهم. وبعث رسول الله صَلَّى الله عليه وسلم، معه نفرًا فيهم أبو هريرة وقال له: "اسْتَوْصِ به خيرًا"». توفي النبي وهو عليها، فأَقره أَبو بكر خلافته كلها. ومات أبو بكر والعلاء مُحاصِرٌ لأهل الرّدّة، فأقرَّه عمر، ثم ولّاه عمر البصرة، فمات قبل أَن يصل إليها. سنة 14 هـ، وقيل: توفي سنة 21 هـ، واستعمل عمر بعده أَبا هريرة على البحرين.

#### حروب الردة
بعد وفاة النبي، ارتدت ربيعة بالبحرين فأقبل أبان بن سعيد إلى المدينة وَتَرَكَ عَمَلَه في البحرين، فأراد أبو بكر الصديق أن يردّه إلى البحرين فأبَى فأجمع أبو بكر بَعْثَةَ العلاءِ بن الحضرمي فدعاه فقال: «إني وجدتُك من عُمّال رسول الله صَلَّى الله عليه وسلم، الذين ولّى فرأيتُ أنْ أُوَلّيَك ما كان رسول الله صَلَّى الله عليه وسلم، ولاّك، فعليك بتَقْوى الله.» فخرج العلاءُ بن الحضرمي من المدينة في ستّة عَشَرَ راكبًا معه فُرَات بن حَيَّان العِجلي دليلًا. وكتب أبو بكر كتابًا للعلاء بن الحضرمي أن ينفر معه كلّ مَن مرّ به من المسلمين إلى عدوّهم، فسار العلاء فيمن تبعه منهم حتى نزل بحصن جُوَاثا فقاتلهم فلم يفلت منهم أحد، ثمّ أتَى القَطِيف وبها جمع من العجم فقاتلهم، فأصاب منهم طرفًا وانهزموا فانضمّت الأعاجم إلى الزَّارَةَ، فأتاهم العلاء فنزل الخطّ على ساحل البحر، فقاتلهم وحاصرهم إلى أن توفّي أبو بكر، وَوَليَ عمر بن الخطّاب، وطلب أهلُ الزَّارَة الصّلْحَ فصالحهم العلاء. ثمّ عبر العلاء إلى أهل دَارِين فقاتلهم فقتل المقاتلة وحوى الذّراريّ. وبعث العلاء عَرْفَجَةَ بن هَرْثَمة إلى أسياف فارس فقطع في السفن فكان أوّل من فتح جزيرةٍ بأرض فارس واتخذ فيها مسجدًا وأغار على بَارِنْجَان والأسياف وذلك في سنة 14 هـ.

### ولايته على البصرة
كتب عمر بن الخطّاب إلى العلاء بن الحضرمي، وهو بالبحرين بالأمر بالمسير إلى عُتْبَة بن غَزْوَان، فقال: «قد وليّتُك عمله واعلم أنّك تقدم على رجلٍ من المهاجرين الأوّلين الذين سبقت لهم من الله الحُسْنى لم أعْزلْه إلاّ يكون عفيفًا صليبًا شديد البأس ولكني ظننتُ أنّك أغنى عن المسلمين في تلك الناحية منه فاعرف له حقّه، وقد وليّتُ قبلك رجلًا، فإن يُرِدِ الله أن تَليَ وَليتَ وإن يُرِدِ الله أن يَليَ عتبة فالخلق والأمر لله ربّ العالمين. واعلم أنّ أمر الله محفوظ بحفظه الذي أنزله فانظر الذي خُلِقْتَ له فاكْدَحْ له ودَع ما سِواه فإنّ الدنيا أمَدٌ والآخرة أبَدٌ، فلا يُشْغِلَنّك شيءٌ مُدْبِرٌ خَيْرُه عن شيءٍ باقٍ شرّه، واهرب إلى الله من سَخَطِه فإنّ الله يجمع لمَن شاء الفضيلة في حُكْمه وعلمه، نسأل الله لنا ولك العون على طاعته والنجاة من عذابه»، فخرج العلاء بن الحضرمي من البَحرين في رهط منهم أبو هريرة وأبو بَكْرَة، فمات العلاء قبل أن يصل. فرجع أبو هريرة إلى البحرين، وقدم أبو بكرة إلى البصرة.

## مناقبه
كان العلاء أَول من نقش خاتم الخلافة. وكان مجاب الدعوة، وأَنه خاض البحر بكلمات قالها ودعا بها ولما قاتل أَهل الردة بالبحرين كان له في قتالهم أَثر كبير. حيث مشى العلاء بن الحضرمي ومن معه من الصحابة على الماء، قال أبو هريرة: فمشينا على الماء، فوالله فما ابتلت قدم ولا خف بعير ولا حافر دابة، وكان الجيش أربعة آلاف. ومن كراماته أنه كان في الصحراء ليلًا ونفرت إبلهم وخيولهم، وباتوا بشر ليلة، وفي الصباح وبعد الصلاة دعا العلاء، فجاءت سحابة وأمطرت حولهم لا تتعداهم، فجاءت إليهم إبلهم وخيولهم. وكان أبو هريرة يقول: «رأيتُ من العلاء بن الحضرمي ثلاثة أشياء لا أزال أحبّه أبدًا: رأيتُه قطع البحر على فرسه يوم دَارِينَ، وقدم من المدينة يريد البحرين، فلمّا كان بالدّهْناء نَفِدَ ماؤُهم فدعا الله فنبع لهم من تحت رَمْلَةٍ فارتووا وارتحلوا، وأُنْسِىَ رجلٌ منهم بعضَ مَتَاعِه فرجع فأخذه ولم يجد الماء، وخرجتُ معه من البحرين إلى صفّ البصرة، فلمّا كنّا بِتِيَاس مات ونحن على غير ماءٍ فأبدى الله لنا سحابة فمُطِرْنا فغسّلناه وحفرنا له بسيوفنا ولم نُلْحِد له ودفنّاه ومضينا.».

## روايته للحديث النبوي
- روى عن: النبي محمد.[8]
- روى عنه: السائبُ بن يزيد، وأبو هُريرة.[8] وحيان الأعرج، وزياد بن حدير.[2]